# Баклуші (Ульяновська область)
Баклуші (рос. Баклуши) — село в Павловському районі Ульяновської області Російської Федерації.
Населення становить 526 осіб. Входить до складу муніципального утворення Баклушинське сільське поселення.

## Історія
Від 2004 року входить до складу муніципального утворення Баклушинське сільське поселення.

## Населення
| 2010 |
| ---- |
| 526  |